# مقاطعة توماس (كانساس)
مقاطعة توماس (بالإنجليزية: Thomas County)‏ هي إحدى المقاطعات في ولاية كانساس، الولايات المتحدة الأمريكية.